# Ari Folman
Ari Folman (in ebraico ארי פולמן‎?; Haifa, 17 dicembre 1962) è un regista, sceneggiatore e compositore israeliano.

## Biografia e carriera
Ari Folman nasce il 17 dicembre 1962 ad Haifa da una famiglia di ebrei polacchi sopravvissuti al campo di concentramento di Auschwitz durante l'Olocausto.
Agli inizi degli anni ottanta, all'età di 19 anni, ha prestato servizio nell'esercito israeliano, partecipando alla guerra in Libano ed assistendo in prima persona all'eccidio dei campi profughi di Sabra e Shatila nel settembre 1982.
Esordisce nel 1996 con il film Clara Hakedosha, vincendo svariati premi, successivamente dirige Made in Israel. Ha lavorato anche per la televisione israeliana, collaborando alla sceneggiatura della serie televisiva BeTipul, sotto lo pseudonimo di Asaf Zippor.
Riceve l'attenzione internazionale e gli elogi della critica grazie al film d'animazione Valzer con Bashir, presentato al Festival di Cannes 2008, vincitore del Golden Globe per il miglior film straniero e nominato all'Oscar per il miglior film straniero nel 2009.

## Vita privata
Attualmente vive a Tel Aviv con la moglie Anat Asulin, anche lei di professione regista.

## Filmografia
- Sha'anan Si (1991) - documentario
- Clara Hakedosha, co-regia con Ori Sivan (1996)
- Made in Israel (2001)
- Valzer con Bashir (Waltz with Bashir) (2008)
- The Congress (2013)
- Anna Frank e il diario segreto (Where Is Anne Frank) (2021)

## Pubblicazioni
Ari Folman ha pubblicato due graphic novel sulla Shoah: 
- Anne Frank Diario - traduzione di Laura Pignatti, Elisabetta Spediacci con illustrazioni di David Polonsky - (Torino, Einaudi 2017 ISBN 9788806233761
- Dov'è Anna Frank - traduzione di Laura Palmieri con illustrazioni di Lena Guberman - (Torino, Einaudi 2022 ISBN 9788806252465

## Doppiaggio
- Valzer con Bashir (Waltz with Bashir), regia di Ari Folman (2008)
- Anna Frank e il diario segreto (Where Is Anne Frank), regia di Ari Folman (2021)

## Doppiatori italiani
Da doppiatore è sostituito da:
- Gaetano Varcasia in Valzer con Bashir
- Franco Mannella in Anna Frank e il diario segreto